# كأس بلغاريا 1961–62
كأس بلغاريا 1961–62 (بالبلغارية: Купа на Съветската армия 1961/62)‏ هو موسم من كأس بلغاريا. أشرف على تنظيمه اتحاد بلغاريا لكرة القدم، وفاز فيه نادي بوتيف بلوفديف.